# Cirok Szabó István
Cirok Szabó István (2016-ig: Szabó István) (Szabadka, 1995. október 27. –) költő. Budapesten él.

## Életpályája
Az újvidéki Bölcsészettudományi Kar Magyar Nyelv és Irodalom Tanszékének, majd a budapesti Eötvös Loránd Tudományegyetem Bölcsészettudományi Kar néderlandisztika szakos hallgatója volt. 2016-ig Szabó István néven jelentette meg műveit. 2017-től Cirok Szabó István néven publikál.
Versei a Híd Kör Egyesület támogatásával a Híd folyóiratban jelentek meg. A varázsló kertje nevű zenekarban játszik. Foglalkozik megzenésített versekkel és slam poetryvel is.

## Művei
- Agancspark (2019)

## Díjai
- Makói Medáliák (2020)